# Deng Xihou
Deng Xihou (en chino tradicional, 鄧錫侯; en chino simplificado, 邓锡侯; pinyin, Dèng Xīhóu) (1889–1964) fue un general y político chino.

## Biografía

### Orígenes
Deng nació en 1889, en Yingshan, Sichuan. En 1906, fue admitido en la Escuela Militar de Sichuan. Se graduó en 1909 y entró en la Escuela del Ejército de Nankín. Tras la Revolución de Xinhai, descontinuó sus estudios y regresó a Sichuan.
Después del establecimientos de la República de China, Deng se incorporó a la 4.ª División de Sichuan, bajo el mando de Liu Cunhou. Fue sucesivamente ayudante, comandante de compañía y comandante de batallón.

### Carrera militar y política
En 1917, fue designado comandante de la 5.ª Brigada. En febrero de 1918, Xiong Kewu lo nombró comandante independiente de brigada. Entre 1920 y 1923, participó en batallas en Yunnan, Guizhou y Sichuan, y fue nombrado Comandante de la 3.ª División.
El 10 de diciembre de 1923, el Gobierno de Beiyang, establecido por la Camarilla de Zhili, ascendió a Deng al grado de general. En mayo de 1924, fue nombrado gobernador civil de Sichuan.
En 1926, Deng sumó sus fuerzas al Ejército Nacional Revolucionario, siendo designado comandante del 28.º Ejército y Gobernador Militar de la provincia entre 1926 y 1927. Fue hecho comandante del 45.º Ejército en 1927, mientras fungía como director del Buró Financiero Provincial de Sichuan. En 1928, se convirtió en el General en Jefe del 14.º Ejército.

### Segunda guerra sino-japonesa
Cuando estalló la segunda guerra sino-japonesa en 1937, Deng se convirtió en el General en Jefe del IV Cuerpo y posteriormente del 45.º Cuerpo, el cual fue enviado a la Batalla de Xuzhou en 1938. Fue nombrado Comandante en Jefe del 22.º Grupo de Ejército, compuesto de divisiones de Sichuan que combatió a los japoneses en la Batalla de Taierzhuang.
Sus fuerzas defendieron Lincheng, y también Dengxian, en el norte de Taierzhuang. Entre 1939 y 1945, fue Comisionado de Asuntos Militares de las Provincias de Sichuan y Xinjiang.

### Últimos años y muerte
Durante la guerra civil china, Deng fue nombrado gobernador de Sichuan entre 1947 y 1948. Deng, junto a los Generales Liu Wenhui y Pan Wenhua, se pasaron al bando comunista en el Condado de Peng, Sichuan. Fungió como Ministro de Conservación del Agua, tras la victoria de los comunistas, y posteriormente fue vicegobernador de Sichuan. Falleció el 30 de marzo de 1964, en Chengdú.